# NGC 5092
NGC 5092 este o galaxie eliptică situată în constelația Părul Berenicei. A fost descoperită în 12 aprilie 1867 de către Heinrich Louis d'Arrest.